# Dugonginae
Sous-famille
Les Dugonginés (Dugonginae) sont la sous-famille de siréniens comprenant le dugong et d'autres espèces éteintes.
- Dugong Lacépède, 1799
  - Dugong dugon (Müller, 1776)